# Smith & Wesson Модель 13
Smith & Wesson Model 13 (Military & Police Magnum) револьвер калібру .357 Magnum розроблений для військових та поліції. Він створений на основі рамки K Smith & Wesson —версія з важким стволом під набій .357 Magnum на основі револьвера .38 Special Модель 10 (оригінальна назва Military & Police).

## Конструкція
Це револьвер подвійної дії з барабаном на шість набоїв. Довжина ствола становить 3- та 4-дюйми, приціли фіксовані. Випускалися версії з округлим та квадратним торцем руків'я. Модель 19 такий саме револьвер з регульованим прицілом і з частковим кожухом стрижня екстрактора. M13 мав воронену обробку; Модель 65 це з неіржавної сталі з матовою обробкою.
Модель 13 випускали в період з 1974 по 1998. Модель 65 випускали з 1972 по 2004. Оригінальна Модель 13 не мала позначення (нумерація поколінь) і була відома як Air Crewman Модель 13. Альтернативними поколіннями моделі 13 є:
1-е Пок. — представлене в 1974,
2-е Пок. — 1977. Зміна газового кільця на барабані,
3-е Пок. — 1982. Прибрано розточку барабану.

## Використання
Обидві моделі використовували в поліції та федеральні правозахисні агентства в США.
Модель 13 замовила поліція штату Нью-Йорку для того щоб отримати револьвер під набій .357 Magnum для заміни револьверів Модель 10 під набій .38 Special. Модель 65 з неіржавної сталі була створена на замовлення дорожньої поліції Оклахоми.
ФБР замовила Модель 13 з круглим торцем та важких 3-дюймовим стволом перед переходом на самозарядні пістолети.
Окрім США, для заміни револьверів Smith & Wesson Модель 10 та Colt Detective Special ці револьвери замовила Незалежна комісія протидії корупції з Гонконгу, які в 2005 році замінили на самозарядні пістолети Glock та SIG Sauer
Револьвер Модель 65 використовував Департамент кримінального правосуддя Техасу.